# LGV Nord
| Eurostar auf dem Viaduc de la Haute-Colme |                                                            |                                                                                      |                                                                                      |
| |                                                            |                                                                                      |                                                                                      |
| Streckennummer (SNCF): | 216 000 (Fretin–Fréthun) 226 000 (Gonesse–Lille-Frontière) |                                                                                      |                                                                                      |
| Kursbuchstrecke (SNCF): | 222 und 250                                                |                                                                                      |                                                                                      |
| Streckenlänge: | 333 km                                                     |                                                                                      |                                                                                      |
| Spurweite: | 1435 mm (Normalspur)                                       |                                                                                      |                                                                                      |
| Stromsystem: | 25 kV 50 Hz ~                                              |                                                                                      |                                                                                      |
| Streckengeschwindigkeit: | 300 km/h                                                   |                                                                                      |                                                                                      |
| |                                                            |                                                                                      |                                                                                      |
| \| \| 0,00 \| Paris-Nord \| Paris-Nord \| \| \| \| (weitere Betriebsstellen) \| \| \| \| 14,76 \| Villiers-le-Bel - Gonesse - Arnouville \| Villiers-le-Bel - Gonesse - Arnouville \| \| \| \| \| \| \| \| 15,41 0,00 \| Abzw. von Gonesse (Beginn Neubaustrecke) Bahnstrecke Paris–Lille nach Lille-Flandres \| Abzw. von Gonesse (Beginn Neubaustrecke) Bahnstrecke Paris–Lille nach Lille-Flandres \| \| \| \| \| \| \| \| 3,90 \| Viaduc du Croult (Croult; 545 m) \| Viaduc du Croult (Croult; 545 m) \| \| \| 6,15 \| D 317 (97 m) \| D 317 (97 m) \| \| \| 6,55 \| N 104 (89 m) \| N 104 (89 m) \| \| \| 7,03 \| PRCI de Val Noël \| PRCI de Val Noël \| \| \| 6,15 \| A1 (104 m) \| A1 (104 m) \| \| \| 10,92 \| Abzw. Chennevières \| Abzw. Chennevières \| \| \| 11,93 \| Bahnstrecke Roissy–Picardie (geplant) \| Bahnstrecke Roissy–Picardie (geplant) \| \| \| \| \| \| \| \| \| Triangle de Vémars LGV Interconnexion Est von/nach Roissy-CDG \| \| \| \| \| \| \| \| \| 14,12 \| Abzw. Moussy \| Abzw. Moussy \| \| \| 17,97 \| PRCI de Moussy \| PRCI de Moussy \| \| \| 30,82 \| Nonette (33 m) \| Nonette (33 m) \| \| \| 37,5x \| Bahnstrecke Chantilly-Gouvieux–Crépy-en-Valois \| Bahnstrecke Chantilly-Gouvieux–Crépy-en-Valois \| \| \| 39,06 \| PRCI de Fresnoy (Betriebsgleise und Notbahnsteig westlich) \| PRCI de Fresnoy (Betriebsgleise und Notbahnsteig westlich) \| \| \| 46,80 \| Überdeckung Verberie 1 (270 m) \| Überdeckung Verberie 1 (270 m) \| \| \| 47,18 \| Überdeckung Verberie 2 (138 m) \| Überdeckung Verberie 2 (138 m) \| \| \| 47,82 \| Viaduc de Verberie (Oise; 1526 m) \| Viaduc de Verberie (Oise; 1526 m) \| \| \| 51,44 \| Bahnstrecke Creil–Jeumont \| Bahnstrecke Creil–Jeumont \| \| \| 51,82 \| Instandhaltungsbasis Longueil-Sainte-Marie \| Instandhaltungsbasis Longueil-Sainte-Marie \| \| \| 52,34 \| Viaduc de l'A1 (A1; 215 m) Beginn Bündelung mit A1 \| Viaduc de l'A1 (A1; 215 m) Beginn Bündelung mit A1 \| \| \| 55,xx \| Bahnstrecke Ormoy-Villers–Boves \| Bahnstrecke Ormoy-Villers–Boves \| \| \| 59,60 \| PRCI d'Arsy \| PRCI d'Arsy \| \| \| 61,96 \| Bahnstrecke Rochy-Condé–Soissons \| Bahnstrecke Rochy-Condé–Soissons \| \| \| 66,33 \| Viaduc de l'Aronde (Aronde; 447 m) \| Viaduc de l'Aronde (Aronde; 447 m) \| \| \| 75,19 \| PRCI de Ressons (Betriebsgleise westlich) \| PRCI de Ressons (Betriebsgleise westlich) \| \| \| 87,58 \| PRCI de Beuvraignes \| PRCI de Beuvraignes \| \| \| 90,xx \| Bahnstrecke Saint-Just-en-Chaussée–Douai \| Bahnstrecke Saint-Just-en-Chaussée–Douai \| \| \| 91,58 \| Viaduc de l'Avre (Avre; 206 m) \| Viaduc de l'Avre (Avre; 206 m) \| \| \| 97,82 \| Abzw. Hattencourt (nur für Unterhalt) \| Abzw. Hattencourt (nur für Unterhalt) \| \| \| 98,2x \| Bahnstrecke Saint-Just-en-Chaussée–Douai \| Bahnstrecke Saint-Just-en-Chaussée–Douai \| \| \| 104,42 \| Bahnstrecke Amiens–Laon \| Bahnstrecke Amiens–Laon \| \| \| 104,43 \| Bahnstrecke Saint-Just-en-Chaussée–Douai \| Bahnstrecke Saint-Just-en-Chaussée–Douai \| \| \| 110,82 \| TGV Haute-Picardie \| TGV Haute-Picardie \| \| \| 147,81 \| Verzweigung der Anschlussstrecke nach Arras \| Verzweigung der Anschlussstrecke nach Arras \| \| \| \| Strecke Arras–Douai \| \| \| \| \| Strecke Lens–Douai \| \| \| \| \| Strecke Douai–Lille \| \| \| \| \| \| \| \| \| 197,83 0,0 \| Verzweigung der HSL 1 nach Belgien \| Verzweigung der HSL 1 nach Belgien \| \| \| \| \| \| \| \| \| Strecke Lille–Valenciennes \| \| \| \| \| Einmündung der HSL 1 aus Richtung Belgien \| \| \| \| \| Strecke Lille–Gent \| \| \| \| 11,74 \| Lille-Europe \| Lille-Europe \| \| \| \| Strecke Lille–Calais \| \| \| \| 58,24 \| Ausfädelung zur Strecke nach Dünkirchen \| Ausfädelung zur Strecke nach Dünkirchen \| \| \| \| Strecke Hazebrouck–Dünkirchen \| \| \| \| \| \| \| \| \| \| Viaduc de la Haute Colme (Aa und Canal de la Haute Colme; 1827 m) \| \| \| \| \| \| \| \| \| \| Strecke Lille–Calais \| \| \| \| \| Ausfädelung zur Strecke Boulogne-sur-Mer–Calais \| \| \| \| 112,65 \| Calais-Fréthun \| Calais-Fréthun \| \| \| \| Einfädelung von der Strecke Boulogne-sur-Mer–Calais \| \| \| \| \| Eurotunnel zur High Speed 1 \| \| \| \| \| \| \| |                                                            |                                                                                      |                                                                                      |
| Kopfbahnhof Streckenanfang | 0,00                                                       | Paris-Nord                                                                           | Paris-Nord                                                                           |
| |                                                            | (weitere Betriebsstellen)                                                            |                                                                                      |
| Bahnhof | 14,76                                                      | Villiers-le-Bel - Gonesse - Arnouville                                               | Villiers-le-Bel - Gonesse - Arnouville                                               |
| |                                                            |                                                                                      |                                                                                      |
| Abzweig geradeaus und nach links | 15,41 0,00                                                 | Abzw. von Gonesse (Beginn Neubaustrecke) Bahnstrecke Paris–Lille nach Lille-Flandres | Abzw. von Gonesse (Beginn Neubaustrecke) Bahnstrecke Paris–Lille nach Lille-Flandres |
| |                                                            |                                                                                      |                                                                                      |
| Brücke über Wasserlauf | 3,90                                                       | Viaduc du Croult (Croult; 545 m)                                                     | Viaduc du Croult (Croult; 545 m)                                                     |
| Brücke | 6,15                                                       | D 317 (97 m)                                                                         | D 317 (97 m)                                                                         |
| Brücke | 6,55                                                       | N 104 (89 m)                                                                         | N 104 (89 m)                                                                         |
| Überleitstelle / Spurwechsel | 7,03                                                       | PRCI de Val Noël                                                                     | PRCI de Val Noël                                                                     |
| Brücke | 6,15                                                       | A1 (104 m)                                                                           | A1 (104 m)                                                                           |
| Strecke von links · Abzweig geradeaus und nach rechts | 10,92                                                      | Abzw. Chennevières                                                                   | Abzw. Chennevières                                                                   |
| Abzweig geradeaus und ehemals von links · Kreuzung geradeaus unten (Querstrecke außer Betrieb) | 11,93                                                      | Bahnstrecke Roissy–Picardie (geplant)                                                | Bahnstrecke Roissy–Picardie (geplant)                                                |
| |                                                            |                                                                                      |                                                                                      |
| Abzweig nach rechts und von rechts · Strecke |                                                            | Triangle de Vémars LGV Interconnexion Est von/nach Roissy-CDG                        | Triangle de Vémars LGV Interconnexion Est von/nach Roissy-CDG                        |
| |                                                            |                                                                                      |                                                                                      |
| Strecke nach links · Abzweig geradeaus und von rechts | 14,12                                                      | Abzw. Moussy                                                                         | Abzw. Moussy                                                                         |
| Überleitstelle / Spurwechsel | 17,97                                                      | PRCI de Moussy                                                                       | PRCI de Moussy                                                                       |
| Brücke über Wasserlauf | 30,82                                                      | Nonette (33 m)                                                                       | Nonette (33 m)                                                                       |
| Kreuzung (Querstrecke außer Betrieb) | 37,5x                                                      | Bahnstrecke Chantilly-Gouvieux–Crépy-en-Valois                                       | Bahnstrecke Chantilly-Gouvieux–Crépy-en-Valois                                       |
| Überleitstelle / Spurwechsel | 39,06                                                      | PRCI de Fresnoy (Betriebsgleise und Notbahnsteig westlich)                           | PRCI de Fresnoy (Betriebsgleise und Notbahnsteig westlich)                           |
| Tunnel | 46,80                                                      | Überdeckung Verberie 1 (270 m)                                                       | Überdeckung Verberie 1 (270 m)                                                       |
| Tunnel | 47,18                                                      | Überdeckung Verberie 2 (138 m)                                                       | Überdeckung Verberie 2 (138 m)                                                       |
| Brücke über Wasserlauf | 47,82                                                      | Viaduc de Verberie (Oise; 1526 m)                                                    | Viaduc de Verberie (Oise; 1526 m)                                                    |
| Kreuzung geradeaus oben | 51,44                                                      | Bahnstrecke Creil–Jeumont                                                            | Bahnstrecke Creil–Jeumont                                                            |
| Betriebsstelle Streckenanfang und quer · Abzweig geradeaus und von rechts | 51,82                                                      | Instandhaltungsbasis Longueil-Sainte-Marie                                           | Instandhaltungsbasis Longueil-Sainte-Marie                                           |
| Brücke | 52,34                                                      | Viaduc de l'A1 (A1; 215 m) Beginn Bündelung mit A1                                   | Viaduc de l'A1 (A1; 215 m) Beginn Bündelung mit A1                                   |
| Kreuzung (Querstrecke außer Betrieb) | 55,xx                                                      | Bahnstrecke Ormoy-Villers–Boves                                                      | Bahnstrecke Ormoy-Villers–Boves                                                      |
| Überleitstelle / Spurwechsel | 59,60                                                      | PRCI d'Arsy                                                                          | PRCI d'Arsy                                                                          |
| Kreuzung geradeaus oben | 61,96                                                      | Bahnstrecke Rochy-Condé–Soissons                                                     | Bahnstrecke Rochy-Condé–Soissons                                                     |
| Brücke über Wasserlauf | 66,33                                                      | Viaduc de l'Aronde (Aronde; 447 m)                                                   | Viaduc de l'Aronde (Aronde; 447 m)                                                   |
| Überleitstelle / Spurwechsel | 75,19                                                      | PRCI de Ressons (Betriebsgleise westlich)                                            | PRCI de Ressons (Betriebsgleise westlich)                                            |
| Überleitstelle / Spurwechsel | 87,58                                                      | PRCI de Beuvraignes                                                                  | PRCI de Beuvraignes                                                                  |
| Kreuzung (Querstrecke außer Betrieb) | 90,xx                                                      | Bahnstrecke Saint-Just-en-Chaussée–Douai                                             | Bahnstrecke Saint-Just-en-Chaussée–Douai                                             |
| Brücke über Wasserlauf | 91,58                                                      | Viaduc de l'Avre (Avre; 206 m)                                                       | Viaduc de l'Avre (Avre; 206 m)                                                       |
| Abzweig geradeaus und nach links · Strecke von rechts | 97,82                                                      | Abzw. Hattencourt (nur für Unterhalt)                                                | Abzw. Hattencourt (nur für Unterhalt)                                                |
| Kreuzung geradeaus oben · Abzweig quer und nach links | 98,2x                                                      | Bahnstrecke Saint-Just-en-Chaussée–Douai                                             | Bahnstrecke Saint-Just-en-Chaussée–Douai                                             |
| Kreuzung Anfang Hochstrecke | 104,42                                                     | Bahnstrecke Amiens–Laon                                                              | Bahnstrecke Amiens–Laon                                                              |
| Kreuzung Ende Hochstrecke (Querstrecke außer Betrieb) | 104,43                                                     | Bahnstrecke Saint-Just-en-Chaussée–Douai                                             | Bahnstrecke Saint-Just-en-Chaussée–Douai                                             |
| Bahnhof | 110,82                                                     | TGV Haute-Picardie                                                                   | TGV Haute-Picardie                                                                   |
| Abzweig geradeaus und nach links | 147,81                                                     | Verzweigung der Anschlussstrecke nach Arras                                          | Verzweigung der Anschlussstrecke nach Arras                                          |
| Kreuzung geradeaus unten |                                                            | Strecke Arras–Douai                                                                  | Strecke Arras–Douai                                                                  |
| Kreuzung geradeaus unten |                                                            | Strecke Lens–Douai                                                                   | Strecke Lens–Douai                                                                   |
| Kreuzung geradeaus unten |                                                            | Strecke Douai–Lille                                                                  | Strecke Douai–Lille                                                                  |
| |                                                            |                                                                                      |                                                                                      |
| Abzweig geradeaus und nach rechts | 197,83 0,0                                                 | Verzweigung der HSL 1 nach Belgien                                                   | Verzweigung der HSL 1 nach Belgien                                                   |
| |                                                            |                                                                                      |                                                                                      |
| Kreuzung geradeaus oben |                                                            | Strecke Lille–Valenciennes                                                           | Strecke Lille–Valenciennes                                                           |
| Abzweig geradeaus und von rechts |                                                            | Einmündung der HSL 1 aus Richtung Belgien                                            | Einmündung der HSL 1 aus Richtung Belgien                                            |
| Kreuzung geradeaus unten |                                                            | Strecke Lille–Gent                                                                   | Strecke Lille–Gent                                                                   |
| Bahnhof | 11,74                                                      | Lille-Europe                                                                         | Lille-Europe                                                                         |
| Kreuzung geradeaus oben |                                                            | Strecke Lille–Calais                                                                 | Strecke Lille–Calais                                                                 |
| Abzweig geradeaus und nach rechts | 58,24                                                      | Ausfädelung zur Strecke nach Dünkirchen                                              | Ausfädelung zur Strecke nach Dünkirchen                                              |
| Kreuzung geradeaus oben |                                                            | Strecke Hazebrouck–Dünkirchen                                                        | Strecke Hazebrouck–Dünkirchen                                                        |
| |                                                            |                                                                                      |                                                                                      |
| Brücke über Wasserlauf |                                                            | Viaduc de la Haute Colme (Aa und Canal de la Haute Colme; 1827 m)                    | Viaduc de la Haute Colme (Aa und Canal de la Haute Colme; 1827 m)                    |
| |                                                            |                                                                                      |                                                                                      |
| Kreuzung geradeaus unten |                                                            | Strecke Lille–Calais                                                                 | Strecke Lille–Calais                                                                 |
| Abzweig geradeaus und nach rechts |                                                            | Ausfädelung zur Strecke Boulogne-sur-Mer–Calais                                      | Ausfädelung zur Strecke Boulogne-sur-Mer–Calais                                      |
| Bahnhof | 112,65                                                     | Calais-Fréthun                                                                       | Calais-Fréthun                                                                       |
| Abzweig geradeaus und von links |                                                            | Einfädelung von der Strecke Boulogne-sur-Mer–Calais                                  | Einfädelung von der Strecke Boulogne-sur-Mer–Calais                                  |
| Tunnelanfang |                                                            | Eurotunnel zur High Speed 1                                                          | Eurotunnel zur High Speed 1                                                          |
| Grenze (im Tunnel) |                                                            |                                                                                      |                                                                                      |

Die LGV Nord, kurz für Ligne à grande vitesse Nord, ist eine Eisenbahn-Schnellfahrstrecke in Frankreich. Sie ist 333 km lang und verbindet Paris mit der belgischen Grenze sowie dem Eurotunnel. Die 1993 eröffnete Strecke war die dritte in Frankreich eröffnete Hochgeschwindigkeitsstrecke.
Die betriebliche Höchstgeschwindigkeit auf der für 320 km/h trassierten Strecke liegt bei 300 km/h. Sie verkürzte die Fahrzeit zwischen einzelnen Regionen Frankreichs, Belgiens und Großbritanniens. Im Norden schließt die Strecke über den Eurotunnel an die High Speed 1 nach London sowie an die HSL 1 nach Brüssel an, im Süden an die LGV Interconnexion Est, die rund um den Großraum Paris zur LGV Est européenne, zur LGV Sud-Est und zur LGV Atlantique führt. Die Trasse ist aufgrund ihrer Lage im flachen Gelände nirgends steiler als 25 ‰. Auf der LGV Nord fahren TGV- und Eurostar-Züge.
Die Strecke ist mit dem Französischen Zugsicherungssystem TVM 430 ausgestattet und bis maximal 300 km/h befahrbar.

## Strecke
Die Strecke durchquert fünf Départements; dies sind Seine-Saint-Denis, Oise, Somme, Pas-de-Calais und Nord. Sie beginnt 16,6 km nördlich des Bahnhofs Paris-Nord, bei Gonesse an der Strecke Paris-Creil, dort fädelt sie aus der Dreigleisigen Strecke (Die Außengleise je eine Richtung und das Mittelgleis in beide Richtungen, die Gleise des RER werden nicht betrachtet bzw. dazugezählt) aus und verjüngt sich dann auf zwei Gleise, wobei die Gleiswechsel mit bis zu 220 km/h möglich sind. Etwa 11 km weiter nordöstlich, bei Vémars, befindet sich ein Verzweigungsdreieck, das zur LGV Interconnexion Est führt; dadurch ist es möglich, direkte Züge von Brüssel oder London zum Flughafen Paris-Charles de Gaulle, zum Bahnhof Marne-la-Vallée - Chessy (mit Zugang zu Disneyland Resort Paris), zum Bahnhof Massy TGV und generell nach Südfrankreich zu führen. Ebenso sind Verbindungen zwischen der LGV Interconnexion Est und Paris-Nord möglich, allerdings werden entsprechende Fahrten nicht angeboten.
Nach der Durchquerung des Waldes von Ermenonville im Valois trifft die Strecke bei Chevrières nach Querung des Oisetals auf die Autobahn A1 und folgt dieser anschließend über 132 km. Beim kleinen Dorf Ablaincourt-Pressoir, auf halbem Weg zwischen den Städten Amiens und Saint-Quentin gelegen, befindet sich der Bahnhof TGV Haute-Picardie. Der Oberlauf der Somme wird wie das Plateau von Guillemont und Maurepas dann gequert. Westlich von Croisilles fädelt eine neun Kilometer lange Anschlussstrecke aus, die nach Arras führt und so die Erschließung zahlreicher nordfranzösischer Städte ermöglicht. Nach Eintritt in das Bassin des Nord-Pas-de-Calais östlich von Lens verbindet bei Fretin ein Verzweigungsdreieck die LGV Nord mit der belgischen Schnellfahrstrecke HSL 1, die in Richtung Osten in die Nähe von Brüssel führt.
Nördlich des Dreiecks von Fretin befindet sich der Großraum Lille. Die Strecke verläuft hier auf einer Länge von rund sieben Kilometern parallel zu Altstrecken und bedient den Bahnhof Lille-Europe am Rande der Innenstadt. Sie führt südlich an Armentières und nördlich an Hazebrouck vorbei. Bei Cassel ermöglicht eine Anschlussstrecke die Bedienung von Dünkirchen. Die LGV Nord endet südwestlich der Stadt Calais bei Fréthun, vor dem Portal des Eurotunnels.
Die Streckenführung wurde vor allem von Politikern aus der Picardie heftig kritisiert, da die LGV keine der größeren Städte erschließt. Insbesondere Amiens setzte sich für eine weiter westlich verlaufende Trasse ein. Die Regierung hielt jedoch die Streckenführung über Amiens für unvorteilhaft, da sonst die Erschließung von Lille nur mit einem großen Umweg möglich gewesen wäre und so die Gesamtreisezeit Paris–London erheblich angewachsen wäre. Das Projekt LGV Picardie sieht langfristig die Erschließung von Amiens vor, nach Fertigstellung der Strecke würde die Fahrzeit Paris–London unter zwei Stunden betragen.
Auf einer Länge von 135 km (41 %) wurde die Strecke zwischen Paris und Lille mit der Autobahn A1 gebündelt.

## Bahnhöfe
An der LGV Nord befinden sich drei Bahnhöfe:
- TGV Haute-Picardie, bei Ablaincourt-Pressoir zwischen Amiens und Saint-Quentin
- Lille-Europe, am Rande des Stadtzentrums von Lille
- Calais-Fréthun, südwestlich von Calais vor dem Portal des Eurotunnels

## Ereignisse
- 29. September 1989: Erteilung der Baubewilligung
- 2. September 1991: Verlegen der ersten Schienen
- 9. September 1992: Oberleitung wird unter Strom gesetzt
- 20. September 1992: Erste Testfahrten mit Zug TGV Atlantique 301
- 23. Mai 1993: Eröffnung des ersten Abschnitts zwischen Gonesse und Croisilles sowie des Abzweigs zwischen Croisilles und Arras
- 21. September 1993: Ein TGV von Valenciennes nach Paris entgleist mit 300 km/h in der Nähe von Ablaincourt-Pressoir. Die vier letzten Wagen und der Triebkopf springen aus den Schienen, ein Reisender wird verletzt. Durch Regen hatte sich ein aus der Zeit des Ersten Weltkriegs stammender Hohlraum unter den Gleisen geöffnet, der beim Bau der Strecke unentdeckt geblieben war.
- 26. September 1993: Eröffnung des zweiten Abschnitts zwischen Croisilles und Fréthun (Portal des Eurotunnels)
- 6. Mai 1994: Eröffnung des Eurotunnels
- 14. Dezember 1997: Eröffnung des französischen Teilstücks der HSL 1 zwischen Fretin und der belgischen Grenze bei Wannehain
- 5. Juni 2000: Ein Eurostar entgleist mit 250 km/h bei der Abzweigung von Croisilles. Das Getriebe eines Drehgestells versagt, nachdem Teile davon auf das Gleisbett gefallen waren. Vier von 24 Drehgestellen springen aus den Gleisen. Sieben Fahrgäste erleiden Verletzungen.
- 26. Mai 2001: Der Opération Sardine genannte Langstreckenweltrekord führt über die Strecke

Im Rahmen der Errichtung der Strecke wurde der Bahnhof Paris-Nord umfassend umgebaut, nachdem durch die Eröffnung der Strecke (und des Eurotunnels) die Zahl der Reisenden von 21 auf 36 Millionen pro Jahr steigen sollte.

## Trassierung und technische Ausrüstung
Gegenüber der LGV Atlantique wurde der Gleismittenabstand von 4,20 auf 4,50 m erhöht, um Geschwindigkeitssteigerungen auf bis zu 350 km/h zu ermöglichen, aber die Züge fahren max. 300 km/h, für eine Erhöhung bedarf es einer Änderung der Codeübergaben im TVM 430. Die im abzweigenden Ast mögliche Fahrgeschwindigkeit der Weichen wurde von 160 auf 170 km/h erhöht.